# Poeteca
Poeteca és un projecte de divulgació poètica impulsat per la Fundació Mallorca Literària i la ‘Casa Museu Blai Bonet. Centre de poesia’, que té per objectiu divulgar i dinamitzar la poesia catalana. El projecte neix el 21 de març del 2019, coincidint amb el Dia Mundial de la Poesia.
En l'àmbit digital, el projecte es concreta en una plataforma web en què es fa una compilació de la poesia catalana, amb l'obra de Blai Bonet i Rigo com a base. La web també conté un apartat dedicat a l'acció poètica, que compta amb un calendari amb les diferents activitats organitzades per la fundació. En ell vessant físic, la Poeteca serà l'espai-biblioteca de la futura Casa Museu Blai Bonet, que acollirà fons bibliogràfics especialitzats en poesia i servirà per fomentar la creació i la lectura poètica, amb activitats regulars.
La base de dades de 'Poeteca' incorporà des del seu llançament al voltant de 1.000 poemes de prop de 300 autors, una recopilació que s'ha anat incrementant amb la incorporació del llegat del portal digital Mag Poesia i el Festival de Poesia, projectant un corpus global de més de 5.000 poemes accessibles a la carta. A més, vol treballar en la gestió i conservació d'altres llegats poètics amics de Bonet com el de Damià Huguet Roig i Jaume Pomar i Llambias. El portal digital Mag Poesia és una iniciativa d'Antoni Artigues que va arrencar l'any 1997. Està concebut com una eina de divulgació enfocada a la voluntat de fer present la poesia en l'entorn didàctic. Així mateix, també es recopilen continguts del 'Festival de Poesia de la Mediterrània', que enguany celebra la 21a edició, amb poemes escrits i traduïts en català dels poetes que han participat en el Festival des del seu naixement.